# Campionato giapponese femminile di pallavolo
Il campionato giapponese femminile di pallavolo è un insieme di tornei pallavolistici per squadre di club giapponesi, istituiti dalla federazione pallavolistica del Giappone.

## Struttura
- Campionati nazionali professionistici:

SV.League: a girone unico, partecipano quattordici squadre;
V.League: a girone unico, partecipano undici squadre;
- Campionati regionali non professionistici.